# 선지국
선지국(표준어: 선짓국)은 선지를 넣고 끓인 국이다.

## 사진

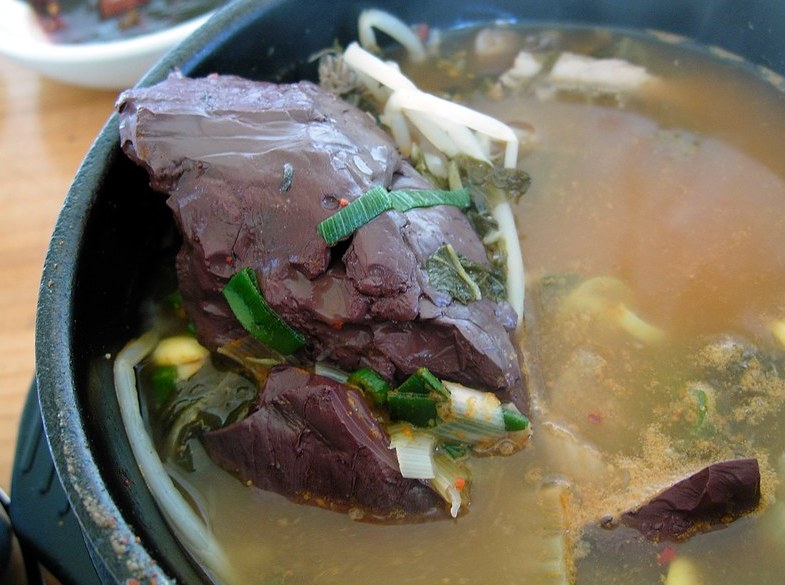
선지국
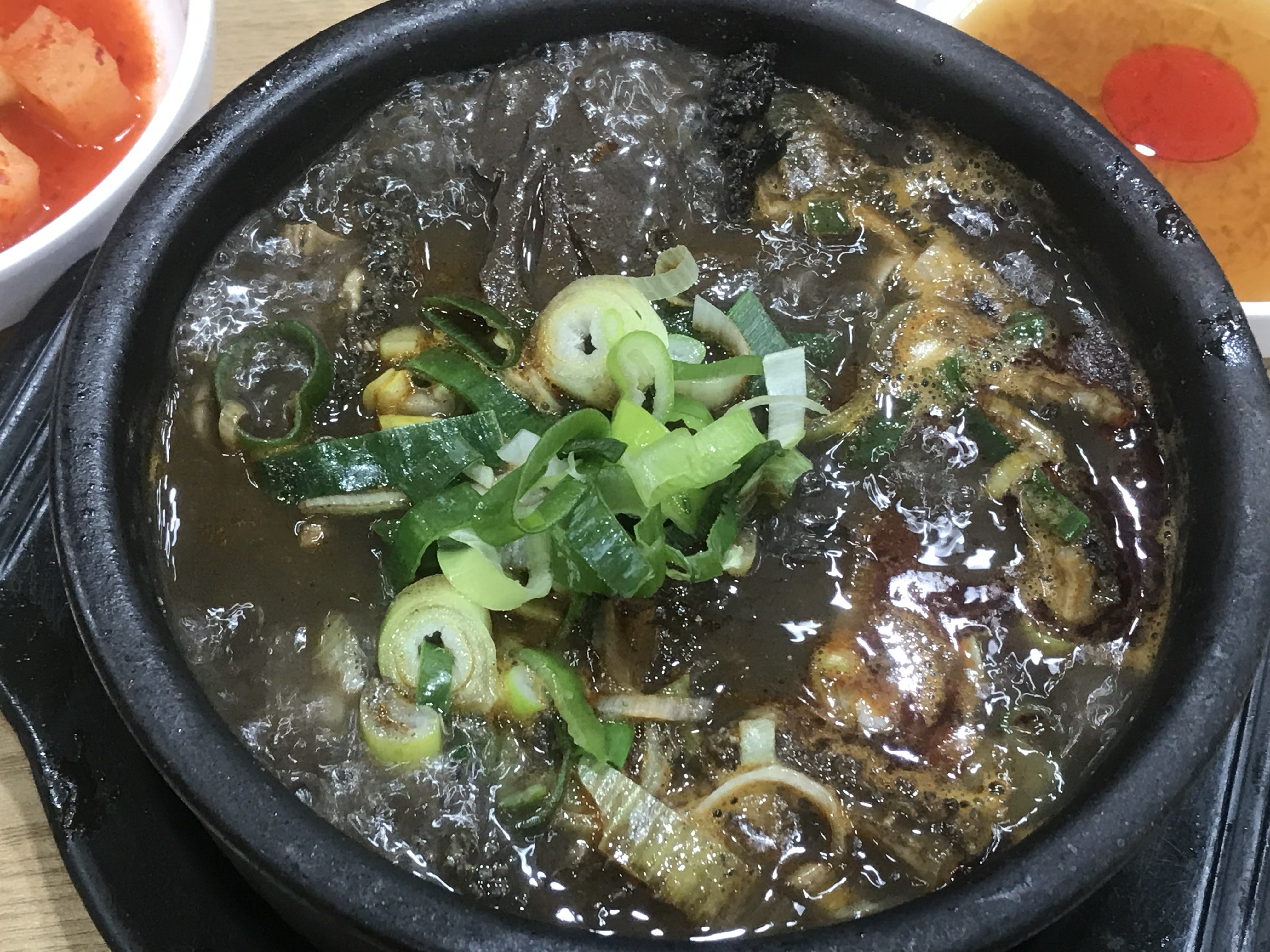
선지해장국
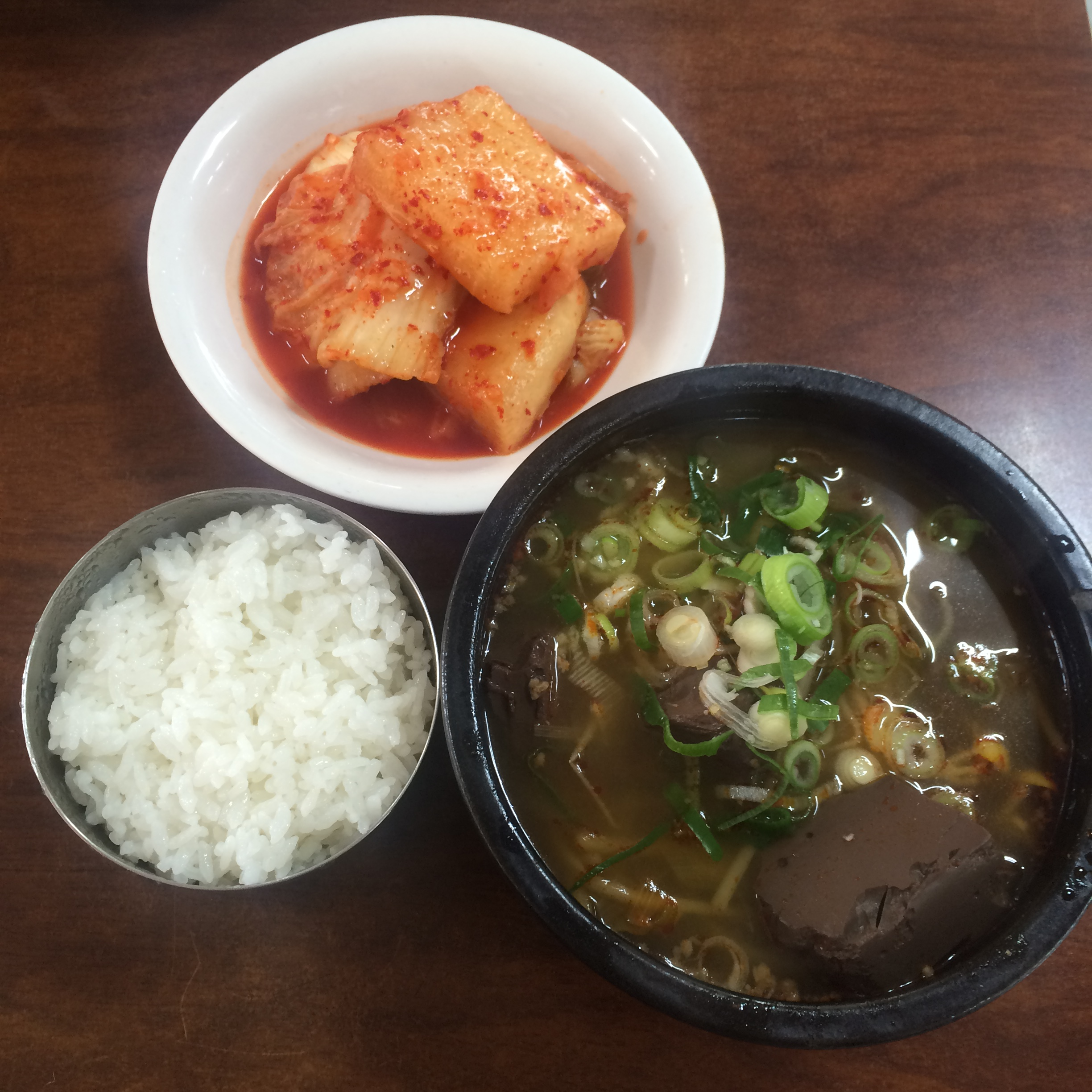
따로국밥